# Чотири тетрархи
Портрет чотирьох тетрархів — скульптурна група із чотирьох римських імператорів, що нині вмонтована у південний фасад собору Святого Марка. Спочатку містилася у візантійському палаці Філадельфіон. 1204 року викрадена і перевезена до Венеції.

## Історія
Римська імперія певний час після 293 року керувалася тетрархією (чотирма співправителями), започаткованою імператором Діоклетіаном. Тетрархія складалася з двох августів (старших імператорів) і двох Цезарів (молодших імператорів). Імперія була територіально поділена на західну і східну зі старшим і молодшим імператором в кожній половині. Після Діоклетіана і його співправителя Максиміліана, які пішли у відставку у 305 році, між тетрархами спалахнула внутрішня боротьба. Система, зрештою, перестала існувати близько 313 року.
Портрет чотирьох тетрархів символізує концепцію тетрархії, а не зображає чотири персональних портрети. Всі тетрархи мають однаковий вигляд, без індивідуальних рис, за винятком того, що двоє, які, ймовірно, уособлюють старших августів, мають бороди, а двоє інших — ні. Група розділена на дві пари, в кожній август і цезар, що обіймаються.
Загалом композиція висловлює єдність і стабільність. Сам вибір матеріалу, міцного порфіру (єгипетського походження), символізує постійність і ніби відсилає до єгипетської скульптури й ранніх фігур Куросів. Порфирій був рідкісним матеріалом і резервувався для імператорських потреб.
Існує менш поширена версія, згідно з якою скульптурна група зображає нащадків Костянтина Великого: його синів Костянтина II, Констанція II, Константа і племінника Далмація.